# ニッキー・ランドール
ニッキー・ランドール（Nikki Randall,  1964年8月11日 - ）は、アメリカ合衆国のポルノ女優。

## 受賞歴
- 1995年 AVN殿堂顕彰[1]